# Casa Marià Farriols
La Casa Marià Farriols és un edifici situat als carrer de Vergós i la Via Augusta de Barcelona, catalogat com a bé amb elements d'interès (categoria C).

## Història
Va ser projectada el 1914, però no es va començar a construir fins al 1918, com a torre d'estiueig a la urbanització que es va formar al voltant del baixador de les Tres Torres del Ferrocarril de Sarrià a Barcelona (actualment FGC). Valentí Pons Toujouse l'atribueix a l'arquitecte Alfred Paluzie. Ha estat restaurada i actualment té la funció d'un bar-restaurant.

## Descripció
D'estil modernista, té planta baixa i dos pisos, manté bastants elements originals, tot i que molt transformat interiorment per a la conversió en el bar Dos Torres. També destaca el mur de tancament i el templet situat a la cantonada.